# Jan Brueghel (młodszy)

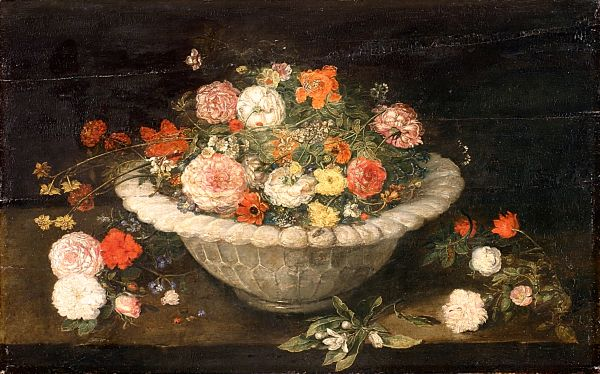
Misa z kwiatami (ok. 1630), Oddział Sztuki Dawnej Muzeum Narodowego w Gdańsku

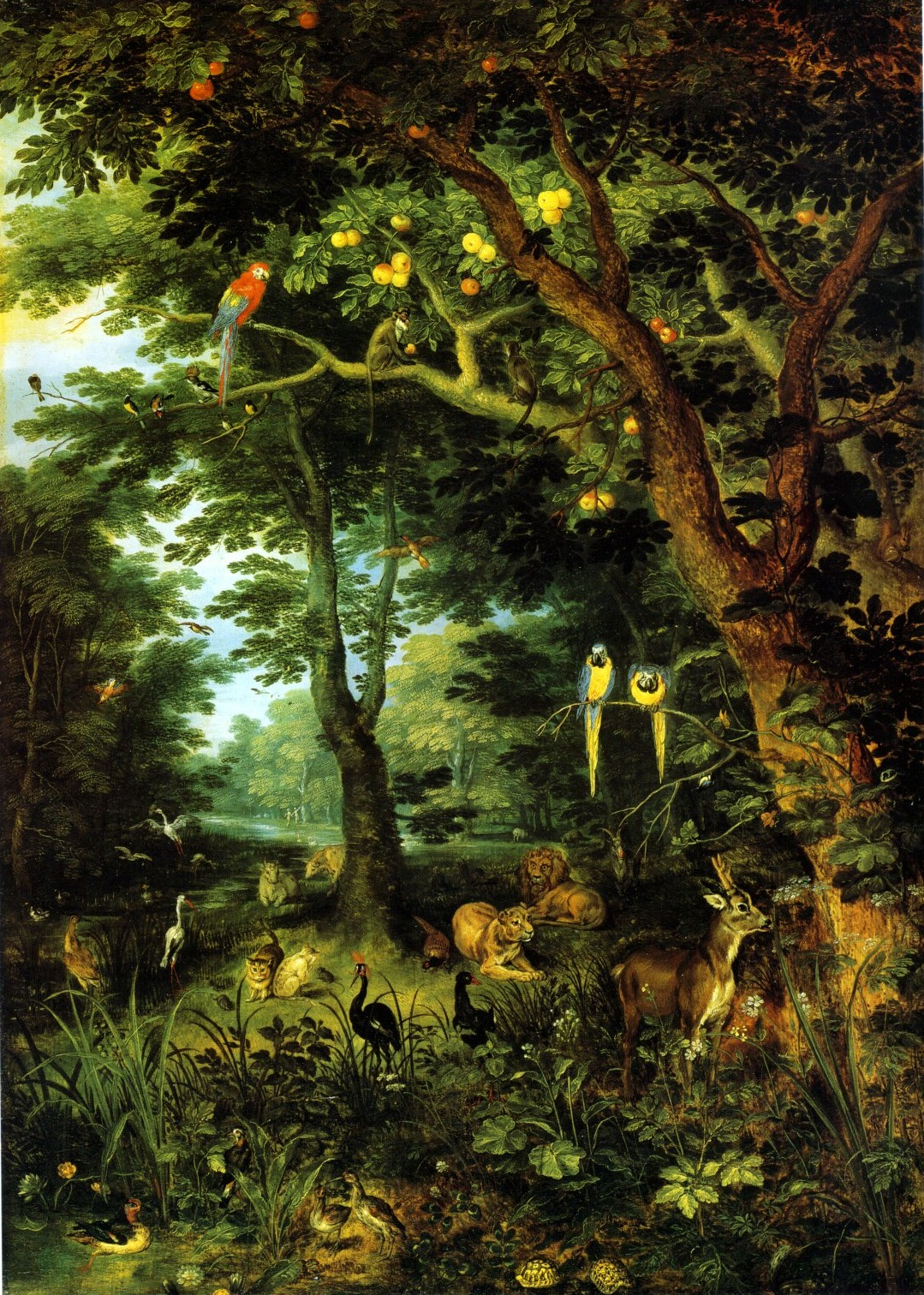
Raj (ok. 1620), Gemäldegalerie Berlin

Jan Brueghel lub Breughel młodszy (ochrz. 13 września 1601 w Antwerpii, zm. 1 września 1678 tamże) – flamandzki malarz barokowy, syn Jana Brueghla starszego.

## Życiorys
Prawdopodobnie kształcił się w pracowni swojego ojca. W 1622 udał się do Mediolanu, aby – na życzenie ojca – rozpocząć służbę u kardynała Federica Borromea. Rok później odwiedził Genuę i Vallettę na Malcie. W latach 1624–1625, wraz ze swoim przyjacielem z dzieciństwa Anthonym van Dyckiem, przebywał w Palermo na Sycylii, a następnie udał się na krótko do Paryża.
Po nagłej śmierci ojca, w wyniku epidemii cholery w Antwerpii, w 1625 Jan powrócił do rodzinnego miasta i przejął po ojcu dużą pracownię z uczniami i asystentami. Sprzedał pozostawione przez ojca obrazy i z sukcesem ukończył niedokończone prace. W 1625 został wolnym mistrzem w antwerpskiej gildii św. Łukasza, a w latach 1630–1631 był jej dziekanem. W 1626 poślubił Annę Marię, córkę Abrahama Janssensa, z którą miał jedenaścioro dzieci.

## Twórczość
Początkowo był wiernym naśladowcą swojego ojca, z czasem osiągnął bardziej indywidualny styl, zwłaszcza w scenach religijnych, przedstawieniach zwierząt w pejzażu oraz w widokach wsi. współpracował z Henrdickiem van Balenem i z Rubensem. Wśród jego mecenasów był arcyksiążę Leopold Wilhelm Habsburg.

## Genealogia Brueghlów
|  |  |                           |                           |                           |                           | Pieter Bruegel (starszy)  |                           |  |  |                        |                        |                        |                        |                        |                        |  |  |               |               |               |               |               |               |  |  |                         |                         |                         |                         |                         |                         |  |  |
|  |  |                           |                           |                           |                           |                           |                           |  |  |                        |                        |                        |                        |                        |                        |  |  |               |               |               |               |               |               |  |  |                         |                         |                         |                         |                         |                         |  |  |
|  |  |                           |                           |                           |                           |                           |                           |  |  |                        |                        |                        |                        |                        |                        |  |  |               |               |               |               |               |               |  |  |                         |                         |                         |                         |                         |                         |  |  |
|  |  | Pieter Brueghel (młodszy) | Pieter Brueghel (młodszy) | Pieter Brueghel (młodszy) | Pieter Brueghel (młodszy) | Pieter Brueghel (młodszy) | Pieter Brueghel (młodszy) |  |  | Jan Brueghel (starszy) | Jan Brueghel (starszy) | Jan Brueghel (starszy) | Jan Brueghel (starszy) | Jan Brueghel (starszy) | Jan Brueghel (starszy) |  |  |               |               |               |               |               |               |  |  |                         |                         |                         |                         |                         |                         |  |  |
|  |  | Pieter Brueghel (młodszy) | Pieter Brueghel (młodszy) | Pieter Brueghel (młodszy) | Pieter Brueghel (młodszy) | Pieter Brueghel (młodszy) | Pieter Brueghel (młodszy) |  |  | Jan Brueghel (starszy) | Jan Brueghel (starszy) | Jan Brueghel (starszy) | Jan Brueghel (starszy) | Jan Brueghel (starszy) | Jan Brueghel (starszy) |  |  |               |               |               |               |               |               |  |  |                         |                         |                         |                         |                         |                         |  |  |
|  |  |                           |                           |                           |                           |                           |                           |  |  |                        |                        |                        |                        |                        |                        |  |  |               |               |               |               |               |               |  |  |                         |                         |                         |                         |                         |                         |  |  |
|  |  |                           |                           |                           |                           |                           |                           |  |  |                        |                        |                        |                        |                        |                        |  |  |               |               |               |               |               |               |  |  |                         |                         |                         |                         |                         |                         |  |  |
|  |  | Ambrosius Brueghel        | Ambrosius Brueghel        | Ambrosius Brueghel        | Ambrosius Brueghel        | Ambrosius Brueghel        | Ambrosius Brueghel        |  |  | Jan Brueghel (młodszy) | Jan Brueghel (młodszy) | Jan Brueghel (młodszy) | Jan Brueghel (młodszy) | Jan Brueghel (młodszy) | Jan Brueghel (młodszy) |  |  | Anna Brueghel | Anna Brueghel | Anna Brueghel | Anna Brueghel | Anna Brueghel | Anna Brueghel |  |  | David Teniers (młodszy) | David Teniers (młodszy) | David Teniers (młodszy) | David Teniers (młodszy) | David Teniers (młodszy) | David Teniers (młodszy) |  |  |
|  |  | Ambrosius Brueghel        | Ambrosius Brueghel        | Ambrosius Brueghel        | Ambrosius Brueghel        | Ambrosius Brueghel        | Ambrosius Brueghel        |  |  | Jan Brueghel (młodszy) | Jan Brueghel (młodszy) | Jan Brueghel (młodszy) | Jan Brueghel (młodszy) | Jan Brueghel (młodszy) | Jan Brueghel (młodszy) |  |  | Anna Brueghel | Anna Brueghel | Anna Brueghel | Anna Brueghel | Anna Brueghel | Anna Brueghel |  |  | David Teniers (młodszy) | David Teniers (młodszy) | David Teniers (młodszy) | David Teniers (młodszy) | David Teniers (młodszy) | David Teniers (młodszy) |  |  |
|  |  |                           |                           |                           |                           |                           |                           |  |  |                        |                        |                        |                        |                        |                        |  |  |               |               |               |               |               |               |  |  |                         |                         |                         |                         |                         |                         |  |  |
|  |  |                           |                           |                           |                           |                           |                           |  |  | Abraham Brueghel       |                        |                        |                        |                        |                        |  |  |               |               |               |               |               |               |  |  |                         |                         |                         |                         |                         |                         |  |  |